# Заложці (гміна)
Гміна Заложці  (пол. Gmina Załoźce) — колишня сільська гміна у Зборівському повіті Тернопільського воєводства Другої Речі Посполитої. Адміністративним центром гміни було місто Заложці (з 1993 року Залізці), проте воно не входило до складу гміни і утворювало окрему міську гміну.
Гміна утворена 1 серпня 1934 року на підставі нового закону про самоуправління (23 березня 1933 року).
Площа гміни — 158,26 км².
Кількість житлових будинків — 2394.
Кількість мешканців — 11938.
Гміну створено на основі попередніх гмін: Бліх, Чистопади, Гонтова (до 1946 року окреме село, тепер підпорядокано Мильному), Мильне, Панасівка, Підберізці, Ратищі, Ренів, Серетець, Вертелка, Загір'я.